# Düsseldorfer Wohnungsgenossenschaft
Die Düsseldorfer Wohnungsgenossenschaft eG, kurz DWG genannt, ist die älteste und mit nahezu 8000 Wohnungen die größte Wohnungsgenossenschaft in Düsseldorf.

## Geschichte
Die DWG wurde am 6. Mai 1898 als gemeinnütziger Düsseldorfer Spar- und Bauverein gegründet. Die Gründung war die Folge einer gewaltigen Wohnungsnot. Im Jahr 1872 wurde Düsseldorf mit 70.000 Einwohnern kreisfreie Stadt, 1882 war sie mit 100.000 Einwohnern bereits eine Großstadt. Wohnraum wurde zu einem knappen und kaum bezahlbaren Gut, vor allem für einfache Lohnarbeiter und Arbeiterfamilien. Im Jahr 2013 verkaufte die Rheinbahn ihre 800 Wohnungen an die DWG.
383 Mitglieder zählte die DWG ein Jahr nach ihrer Gründung. Heute sind es über 11.000 Mitglieder.(Stand: 01/2022)